# Семеак-Блашон
Семеа́к-Блашо́н (фр. Séméacq-Blachon) — коммуна во Франции, находится в регионе Аквитания. Департамент — Атлантические Пиренеи. Входит в состав кантона Тер-де-Люи и Кото-дю-Вик-Бий. Округ коммуны — По.
Код INSEE коммуны — 64517.

## География

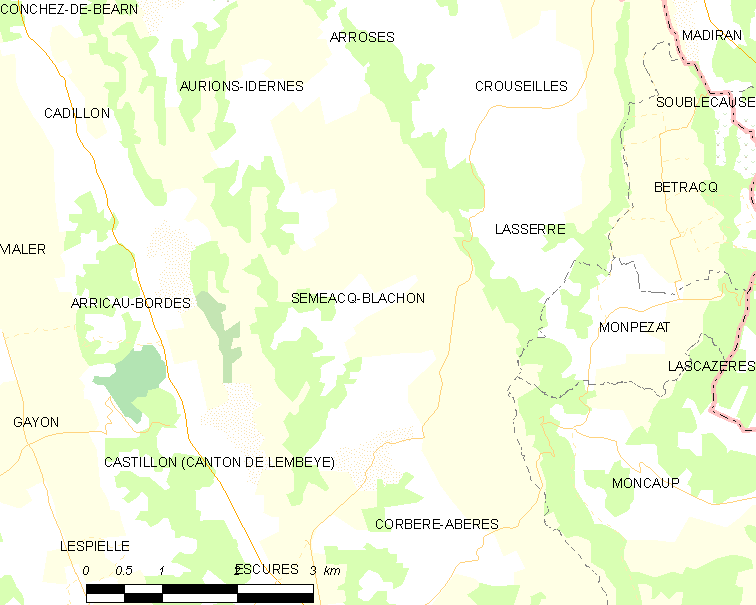
Карта коммуны

Коммуна расположена приблизительно в 630 км к югу от Парижа, в 155 км южнее Бордо, в 31 км к северо-востоку от По.
На востоке коммуны протекает река Ларсис.

### Климат
Климат тёплый океанический. Зима мягкая, средняя температура января — от +5°С до +13°С, температуры ниже −10 °C бывают редко. Снег выпадает около 15 дней в году с ноября по апрель. Максимальная температура летом порядка 20-30 °C, выше 35 °C бывает очень редко. Количество осадков высокое, порядка 1100 мм в год. Характерна безветренная погода, сильные ветры очень редки.

## Население
Население коммуны на 2010 год составляло 174 человека.
| 1962 | 1968 | 1975 | 1982 | 1990 | 1999 | 2010 |
| ---- | ---- | ---- | ---- | ---- | ---- | ---- |
| 232  | 226  | 213  | 190  | 190  | 178  | 174  |

## Администрация
| Период | Период | Фамилия          | Партия | Примечания |
| ------ | ------ | ---------------- | ------ | ---------- |
| 1995   | 2001   | Марсель Жакоб    |        |            |
| 2001   | 2008   | Жильбер Лафуркад |        |            |
| 2008   | 2020   | Рене Бо          |        |            |

## Экономика
В 2010 году среди 111 человек трудоспособного возраста (15-64 лет) 72 были экономически активными, 39 — неактивными (показатель активности — 64,9 %, в 1999 году было 80,0 %). Из 72 активных жителей работали 70 человек (35 мужчин и 35 женщин), безработных было 2 (1 мужчина и 1 женщина). Среди 39 неактивных 7 человек были учениками или студентами, 22 — пенсионерами, 10 были неактивными по другим причинам.

## Достопримечательности
- Церковь Св. Орана (XII век)[4]
- Церковь Св. Винсента (XII век)[5]

## Фотогалерея

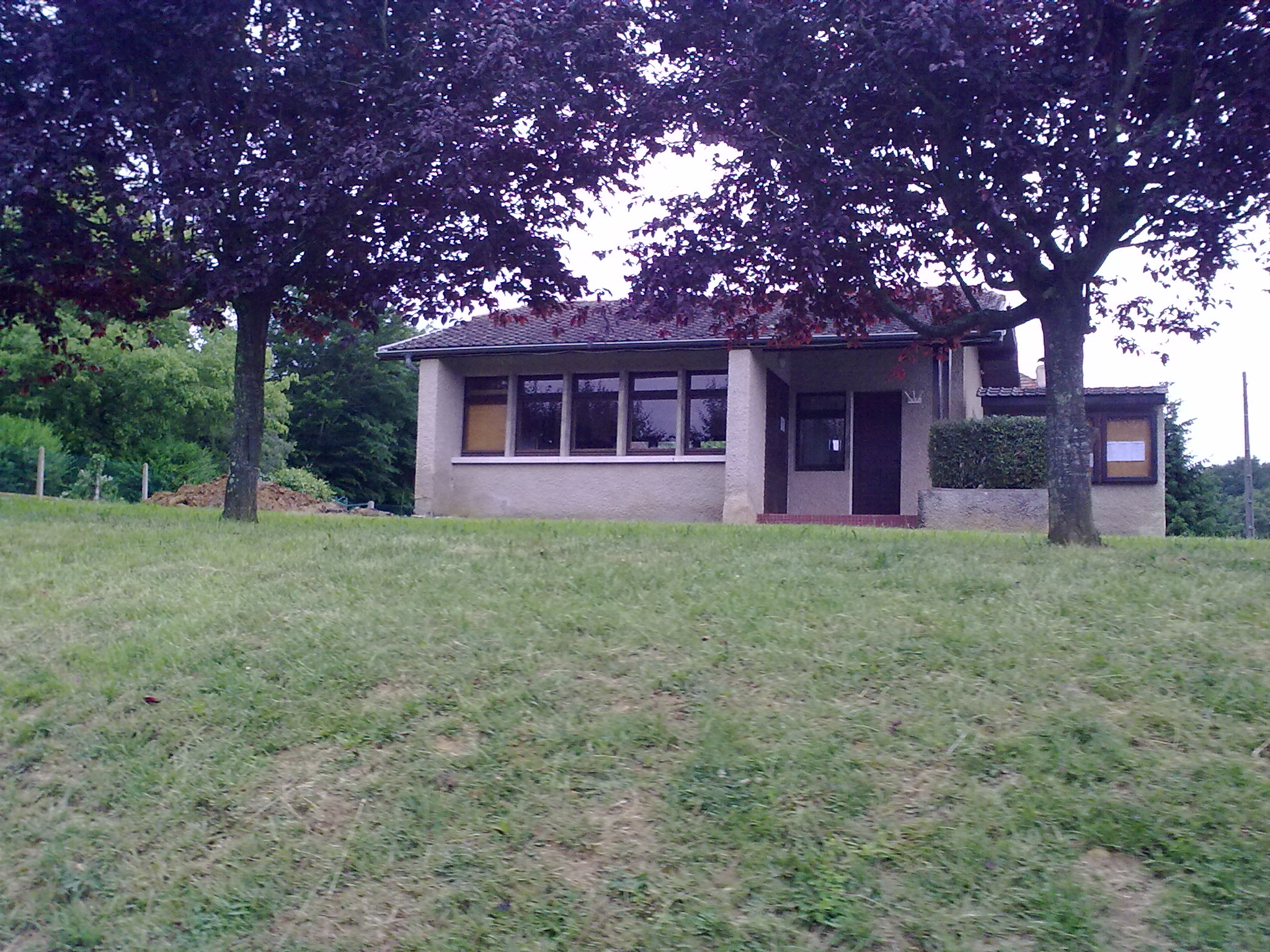
Мэрия
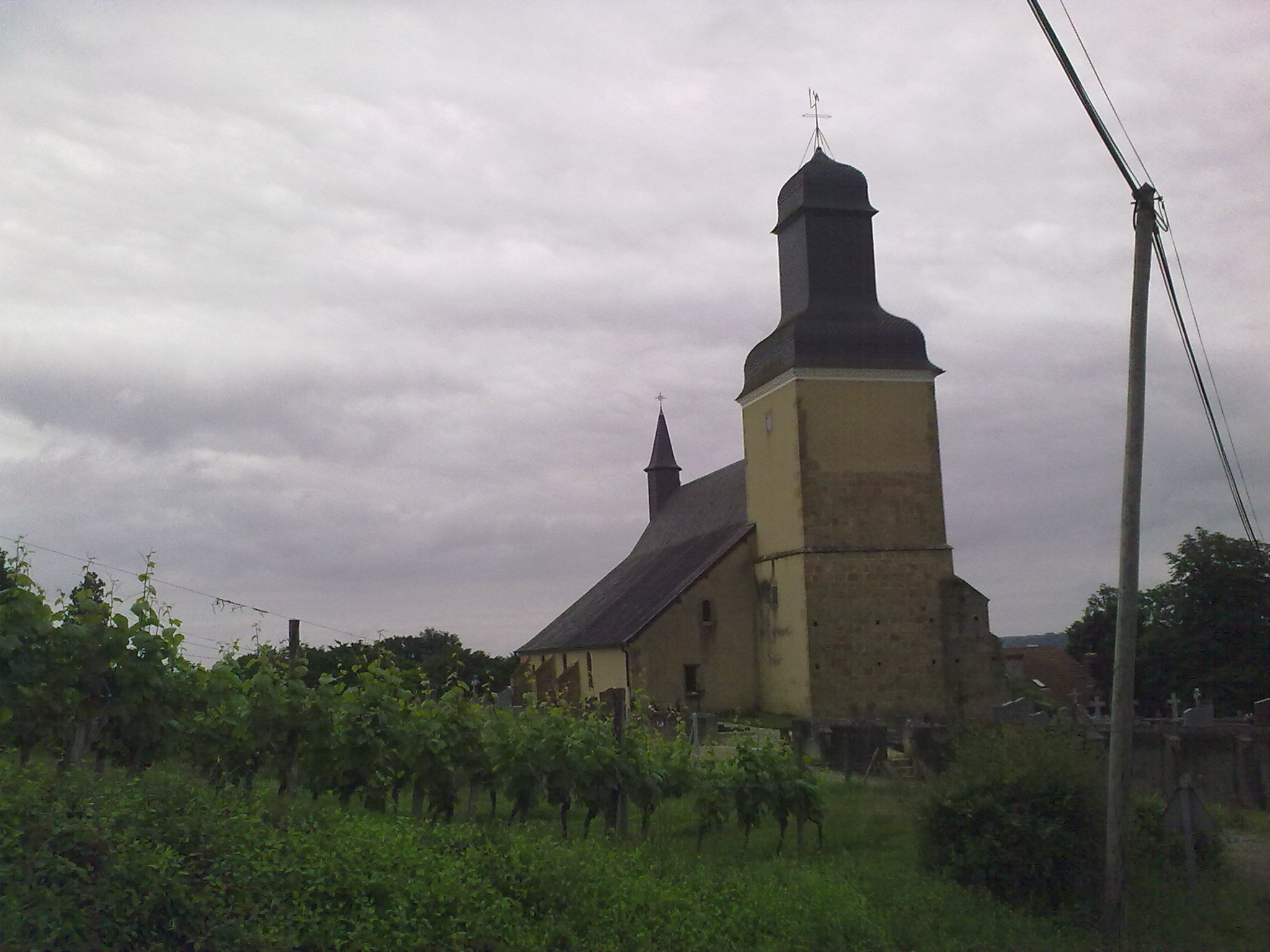
Церковь
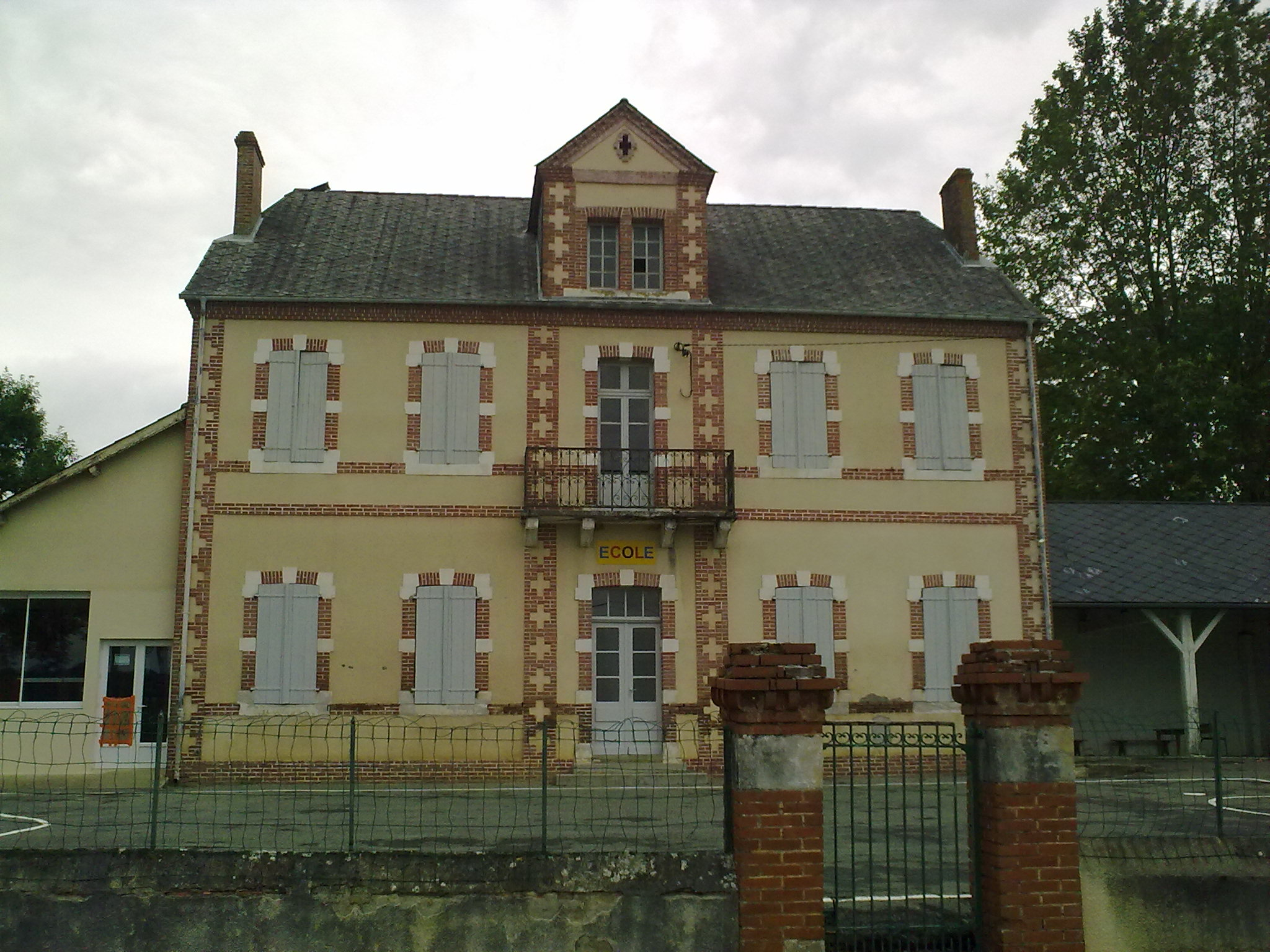
Начальная школа
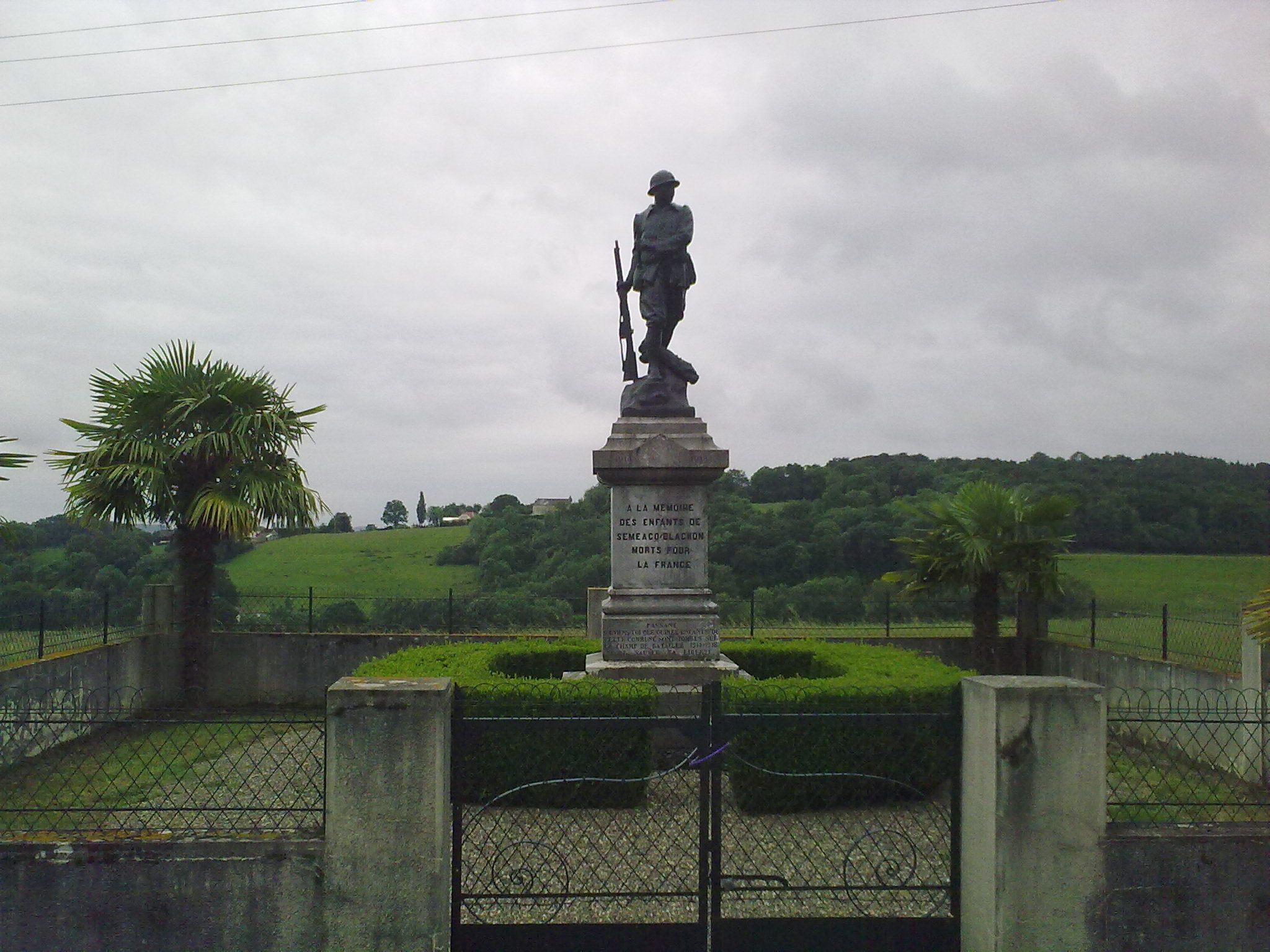
Военный мемориал
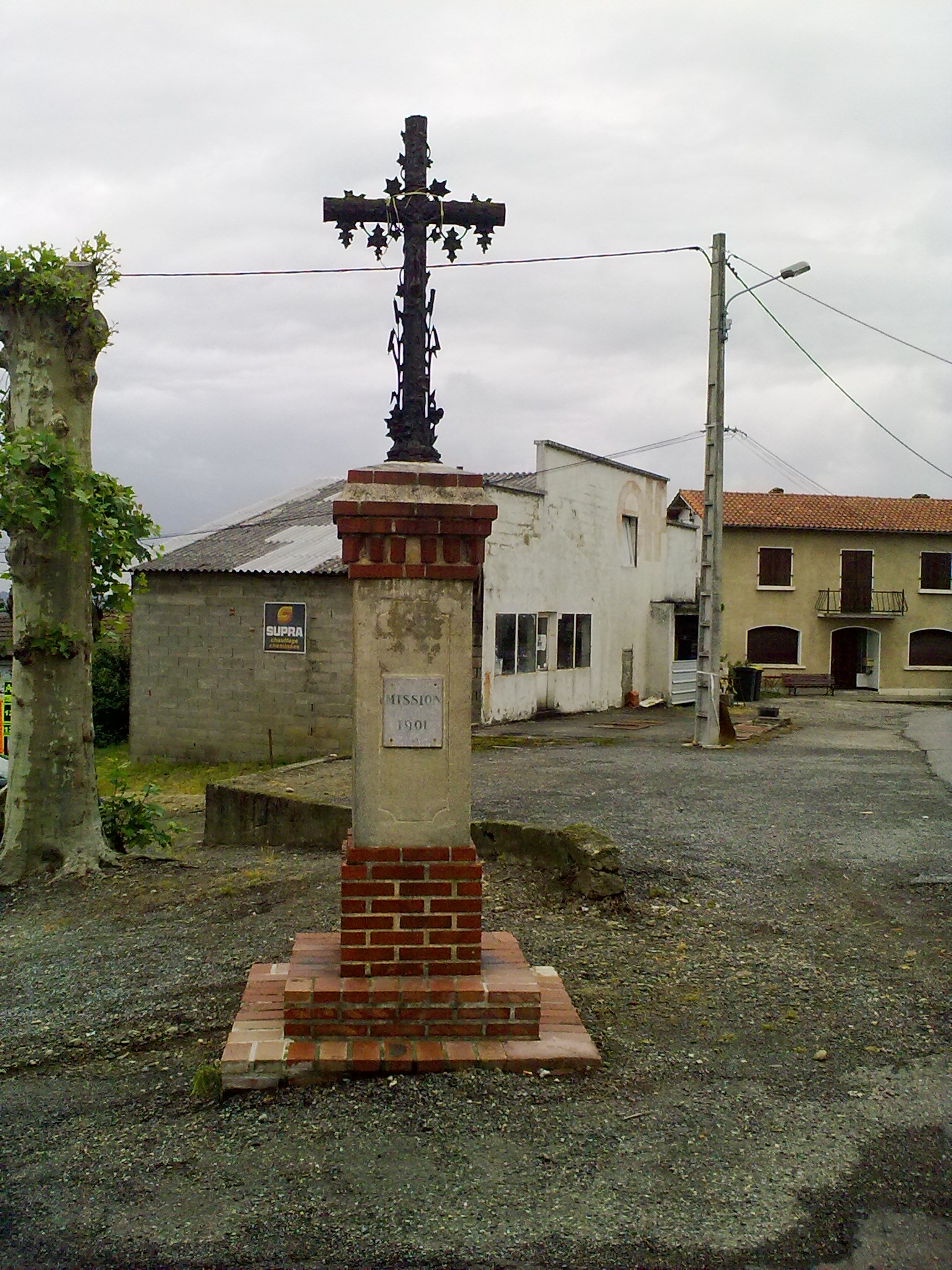
Крест